# دیوولگاسکوتووا
دیوولگاسکوتووا (به لاتین: Divulgaskotuwa) یک منطقهٔ مسکونی در سری‌لانکا است که در استان مرکزی (سری‌لانکا) واقع شده‌است.